# Critics' Choice Movie Awards
De Critics' Choice Movie Awards zijn Amerikaanse filmprijzen die sinds 1996 jaarlijks worden uitgereikt door de Critics Choice Association om de beste prestaties op het gebied van cinema te eren. 

## Geschiedenis
De prijzen heetten oorspronkelijk simpelweg Critics' Choice Awards. In 2010 werd het woord "Movie" aan hun naam toegevoegd, om ze te onderscheiden van de Critics' Choice Television Awards, die het jaar daarop voor het eerst werden uitgereikt door de nieuw opgerichte Broadcast Television Critics Association. De naam Critics' Choice Awards verwijst nu officieel naar de prijsuitreiking zowel voor film als televisie.

## Categorieën
De prijzen worden uitgereikt in de volgende categorieën:
- Beste film
- Beste acteur
- Beste actrice
- Beste mannelijke bijrol
- Beste vrouwelijke bijrol
- Beste jonge acteur / actrice
- Beste acteerensemble
- Beste regisseur
- Beste originele scenario
- Beste bewerkte scenario
- Beste camerawerk
- Beste productieontwerp
- Beste montage
- Beste kostuumontwerp
- Beste grime en haarstijl
- Beste visuele effecten
- Beste komedie
- Beste niet-Engelstalige film
- Beste filmsong
- Beste filmmuziek

De categorie “Beste film” is doorgaans een indicatie voor welke films datzelfde jaar genomineerd gaan worden voor een Academy Award. Tussen 1997 en 2004 voorspelde de Critics’ Choice Movie Award op twee na alle genomineerde films voor de Academy Awards.